# Cegueira mental
Cegueira mental pode ser descrita como uma desordem cognitiva na qual um indivíduo é incapaz de atribuir estados mentais para si mesmo e para os outros. Como resultado dessa desordem, o indivíduo não está ciente do estado mental dos outros, também não sendo capaz de atribuir crenças e desejos aos outros. Esta habilidade de desenvolver uma consciência mental do que está na mente de uma pessoa é conhecida como Teoria da Mente (Theory of Mind, em inglês). Isto permite que atribuamos nosso comportamento e ações a vários estados mentais tais como emoções e intenções. Cegueira mental é associada a pacientes com autismo e Síndrome de Asperger, que tendem a mostrar déficits no reconhecimento de eventos sociais . Além da relação com autismo, Síndrome de Asperger e esquizofrenia, os estudiosos da Teoria da mente e Cegueira Mental recentemente ampliaram tais conhecimentos para as desordens como demência, transtorno bipolar, transtorno de personalidade antissocial bem como desenvolvimento normal 
Na década de 1960, cientistas não puderam concluir sobre o que era o autismo ou Síndrome de Asperger, o debate estava focado em saber se esses pacientes sofriam de problemas no desenvolvimento da linguagem ou de desordens emocionais. Isto abriu caminho para a hipótese da Cegueira Mental que era baseada na Teoria da Mente. A ToM foi uma importante teoria, haja vista sua possibilidade de explicar a comunicação, verbal e não-verbal, e também os problemas na interação social vistos nos pacientes com autismo e Síndrome de Asperger 
De modo geral, a Teoria da Cegueira Mental afirma que as crianças com essa condição possuem um atraso no desenvolvimento da Teoria da mente, dificultando a capacidade dessas crianças de colocarem-se no lugar de outra pessoa, de imaginar seus pensamentos e sentimentos . Crianças autistas frequentemente não podem conceitualizar, compreender ou predizer estados emocionais em outras pessoas 